# 光秃大果榆
光秃大果榆（学名：Ulmus macrocarpa var. glabra）为榆科榆属下的一个变种。

## 扩展阅读
- 維基物種上的相關：光秃大果榆